# Рудакс, Рихард
Ри́хард Ру́дакс (латыш. Rihards Rudāks; род. 19 августа 1943) — советский и латвийский актёр.

## Биография
Рихард Рудакс родился 19 августа 1943 года в небольшом посёлке Нерета Айзкраукльского района, в семье выходцев из Литвы.
Окончил среднюю школу и театральный факультет Латвийской государственной консерватории им. Я. Витола.
Актёр Валмиерского театра (с 1965 года). После исполнения роли Гамлета в постановке режиссёра Ольгерта Кродерса (1972), был замечен критиками. Со временем стал одним из ведущих актёров своего театра.
Неоднократный номинант и призёр латвийских театральных наград. Кавалер ордена Трёх звёзд (2003).

## Творчество

### Роли в театре

#### Валмиерский театр
- 1970 — «Блудный сын» Рудольфа Блауманиса — Крустиньш
- 1971 — «Мышеловка» Агаты Кристи — Тротер
- 1971 — «Соловьиная ночь» Валентина Ежова — Пётр Бородин
- 1972 — «Гамлет» Уильяма Шекспира — Гамлет
- 1973 — «Легенда о Каупо» Ария Гейкинса — Вестардс
- 1974 — «Из подслащённой бутылки» Рудольфа Блауманиса — Пичукс
- 1974 — «Три сестры» А. П. Чехова — Тузенбах
- 1976 — «Синяя» Гунара Приеде — Юрис
- 1977 — «Укрощение строптивой» Уильяма Шекспира — Петруччио
- 1978 — «Индраны» Рудольфа Блауманиса — Нолиньш
- 1979 — «Гнездо глухаря» Виктора Розова — Ясюнин
- 1981 — «Мнимый больной» Мольера — Клеант
- 1983 — «Любовь сильнее чем смерть» Райниса — Викторс Хейлс
- 1985 — «Сирано де Бержерак» Эдмона Ростана — Ле Бре
- 1986 — «Учебная тревога» Гунара Приеде — Бенедикт
- 1986 — «Вишнёвый сад» А. П. Чехова — Яша
- 1987 — «Диктатура совести» Михаила Шатрова — Крымов
- 1990 — «Шестой этаж» А. Жери — Дарсело
- 1991 — «Последняя лодка» Мартиньша Зиверта — Чёрный Жанис
- 1992 — «Мы любим и мы живём» Франсуазы Саган — Анри
- 1993 — «Мистерии Юхана Нагеля» по роману Кнута Гамсуна — Минутка
- 1994 — «Фердинандо» Аннибале Ручелло — Кателлино
- 1995 — «Такая любовь» Павла Когоута — Кароль
- 1996 — «Венецианка» пьеса неизвестного автора XVI века — Хулио
- 1996 — «Домашний враг» Екаба Зейболта — Смилгумс
- 1997 — «Иванов» А. П. Чехова — Шабельский
- 1998 — «Свадьба Мюнхгаузена» Мартиньша Зиверта — Уксенс
- 1999 — «Живой труп» Л. Н. Толстого — Петушков
- 2000 — «Дачники» М. Горького — Влас
- 2002 — «Лето и дым» Теннесси Уильямса — Доктор Бьюкенен
- 2003 — «Дядя Ваня» А. П. Чехова — Дядя Ваня
- 2005 — «Гедда Габлер» Генрика Ибсена — Брак
- 2006 — «Король Лир» Уильяма Шекспира — Король Лир
- 2007 — «Женщины Нискавуори» Хеллы Вуолийоки — Вайнио
- 2009 — «Король Лир в богадельне» Отара Багатурия — Гоги
- 2009 — «Мышеловка» Агаты Кристи — Паравичини
- 2010 — «Мария Стюарт» Фридриха Шиллера — Мельвиль

### Фильмография
- 1984 — Малиновое вино — Феликс
- 1985 — Чужой случай — Карлис
- 1985 — Свидание на Млечном пути — немец-музыкант
- 1986 — Страх — эпизод
- 1990 — Райский сад Евы — эпизод
- 1991 — Депрессия — эпизод
- 2002 — Каменская-2 — священник
- 2010 — Наследство Рудольфа — отец Эмилии